# تبسيات
تُبُّسِيَّات أو كاسرات الجوز (الاسم العلمي: Sittidae) فصيلة طير من الجواثم.المتسلقات رقيقات المناقير. أعطان أنواعها هي البلاد المعتدلة الحرارة بعض المناطق الشمالية. معظم أنواعها آبد وبعضها ضارب. تألف الحراج والغابات. قوتها الحشرات والدويبات أخصها العناكب وبعض البزور والحبوب. أجسامها صغيرة ربعة. رؤوسها معتدلة الجرم. مناقيرها مخروطية مستطيلة. أجنحتها معتدلة الرحابة عشارية القوادم. أذنابها قصيرة مربعة الشكل، تتألف من 12 رفلة. تُدَثّن في تجاويف الأشجار وفي أوقاب الصخور. إناثها تحضن من 3 إلى 9 بيضات. الترخيم يستمر من 13 إلى 14 يوماً. الذكور تؤمن الغذاء. أشهرها التبّس.

## التصنيف
يرجع الفضل في تصنيف فصيلة كاسر الجوز إلى العالم الفرنسي رينيه بريميفيه ليسون في عام 1828. وفي بعض الأوقات يتم تصنيف متسلق الحائط واسمه العلمي (تيكودروما موراريا) الذي يقطن في جبال جنوب أورسيا ضمن فصيلة كاسرات الجوز ولكن ضمن أسرة أخرى تسمى «تيكودروما» (متسلقات الحوائط)، بينما يتم تصنيف التُّبُّسِيَّات ضمن الأسرة «سيتنيا» (كاسرات الجوز). وفي بعض الأوقات يتم تصنيفها تحت فصيلة مختلفة تسمى تيكودروماديديا. ويتوسط متسلق الحائط في الشكل الموروفولوجي ما بين التُّبُّسِيَّات ومتسلقات الشجر، ولكن يُظهر المنظر العام للبنية الريشية وشكل الذيل أنها أكثر قربًا من الأصنوفة المذكورة أولاً. وقد تم تصنيف كلٍ من كاسر الجوز الفجانا (Nuthatch Vanga) القاطن في مدغشقر (الذي كان يعرف في السابق باسم كاسر الجوز ذي المنقار المرجاني) وطيور السيتيلاس القاطنة في أستراليا وغينيا الجديدة مسبقًا ضمن فصيلة كاسرات الجوز بسبب التشابهات الكبيرة في المظهر الخارجي ونمط العيش، ولكن في الواقع لا توجد صلة قريبة بينهم. وقد ظهرت التشابهات نتيجة التطور المقارب لملاءمة الوضع البيئي.
وتعد متسلقات الأشجار بالإضافة إلى متسلقات الحوائط أكثر الطيور قرابة لالتُّبُّسِيَّات، كما تُصنف فصيلتان (أو ثلاث) من هذه الطيور ضمن مجموعة واحدة كبيرة مع طيور النمنمة وطيور جناتكاتشير. ويظهر فيلق السيرثيويديا من خلال دراسات تتعلق بـ تطورات السلالات عن طريق استخدام الحمض الديوكسي المتقدري النووي، وقد تم إنشاء هذه الدراسة لتغطية الفرع الحيوي الخاص (بأربع أو) خمس فصائل تمت إزالتها من المجموعة الكبيرة لطيور الجواثم التي تسمى سيلفيويديا.
وتُصنف جميع أنواع التُّبُّسِيَّات ضمن جنس سيتا لينيوس، 1758، الاسم المنشق sittē من اليونانية القديمة (Ancient Greek) والذي يلقب به هذا الطير. كما يشير اسم كاسر الجوز إلى ميل بعض الأنواع إلى تسفين الحشرات الكبيرة أو البذور داخل صدع ومن ثم يبدأ الطير في تقطيعها بمنقاره القوي. وتعد عملية تحديد الفروق بين الأنواع أمرًا صعبًا. وتختلف أماكن التناسل بين كاسر الجوز ذي الصدر الأحمر وكاسر الجوز الكروسيكي وكاسر الجوز الصيني حيث تبعد عن بعضها البعض آلاف الكيلومترات، ومع ذلك تتشابه هذه الأنواع في التفضيلات المعيشية والإنشاد ومكان المعيشة. وقد كانت تُصنف هذه الأنواع قديمًا ضمن نوع واحد، ولكن تم التفريق بين هذه الأنواع حديثًا وتقسيمها إلى ثلاثة أنواع تحت فئة واحدة مع الكروبرز وكاسر الجوز الجزائري. وعلى غرار التُّبُّسِيَّات، فإن هذه الأنواع الخمسة تقوم بحفر أوكارها الخاصة بها.
كما يندرج كاسر الجوز الأسيواوربي وكاسر الجوز الكستنائي (Chestnut-vented) وكاسر الجوز الكشميري (Kashmir) وكاسر الجوز ذو المنقار الكستنائي (Chestnut-bellied Nuthatch) تحت فئة أخرى وتحل أماكن بعضها البعض جغرافيا عبر قارة آسيا. وتُصنف هذه الطيور حديثا إلى أربعة أنواع مختلفة، ولكن الأشكال الآسيوية الجنوبية تم اعتبارها فئة واحدة لكاسر الجوز الأسيواوربي. ويقسم تغيير مقترح معاصر خاص بتصنيف هذه الطيور كاسر الجوز كستنائي الذيل إلى نوعين؛ وهما كاسر الجوز الهندي سيتا كاستانيا (Sitta castanea) القاطن في نهر جانج (Ganges) وكاسر الجوز كستنائي الذيل سنسو ستريكتو (sensu strictu)، سيتا سيناموفينتريس (S. cinnamoventris) والذي يتواجد في جبال الهمالايا (Himalayas). وأوضحت دراسة عن الحمض النووي المُتَقَدِّرِيّ بأن الأنواع بيضاء الصدر الشمالية من التُّبُّسِيَّات الأسيواوربية سيتا (أوروبا) القطب الشمالي لها صفاتها المميزة، وهي مرشح محتمل لتمثل حالة الأنواع بالكامل. وقد حظي هذا التقسيم بقبول من قبل الاتحاد البريطاني لعلماء الطيور (British Ornithologists' Union).
وأوضحت دراسة أُجريت على التُّبُّسِيَّات في عام 2006 بأن هناك مشكلة مازالت قائمة في تصنيف كاسر الجوز، وقدم اقتراحًا حول تقسيم جنس سيتا (Sitta). وعرض الاقتراح نقل أنواع جنوب آسيا حمراء وصفراء المنقار (كاسر الجوز ناعم الصدر (Velvet-fronted Nuthatch) وكاسر الجوز أصفر المنقار (Yellow-billed Nuthatch) وكاسر الجوز ذي المنقار الأصفر الكبريتي (Sulphur-billed Nuthatch)) إلى جنس جديد وإنشاء جنس ثالث للكاسر الجوز الأزرق (Blue Nuthatch) وكذلك جنس رابع محتمل لـ كاسر الجوز الجميل (Beautiful Nuthatch).
ويظهر السجل الحفري لهذه المجموعة عظم قدم لطائر في أوائل العصر الميوسيني (Miocene) من جمهورية بافاريا، ولقد تم تحديد هذا الطائر على أنه قريب منقرض من طيور سيرثيود (Certhioidea) المتسلقة، ويشمل هذا الفرع الحيوي (clade) ناقرات الشجر ومتسلقات الحائط والتُّبُّسِيَّات. ويتم وصفها بأنها سيرثيوبس روميلي (Certhiops rummeli).

## الوصف

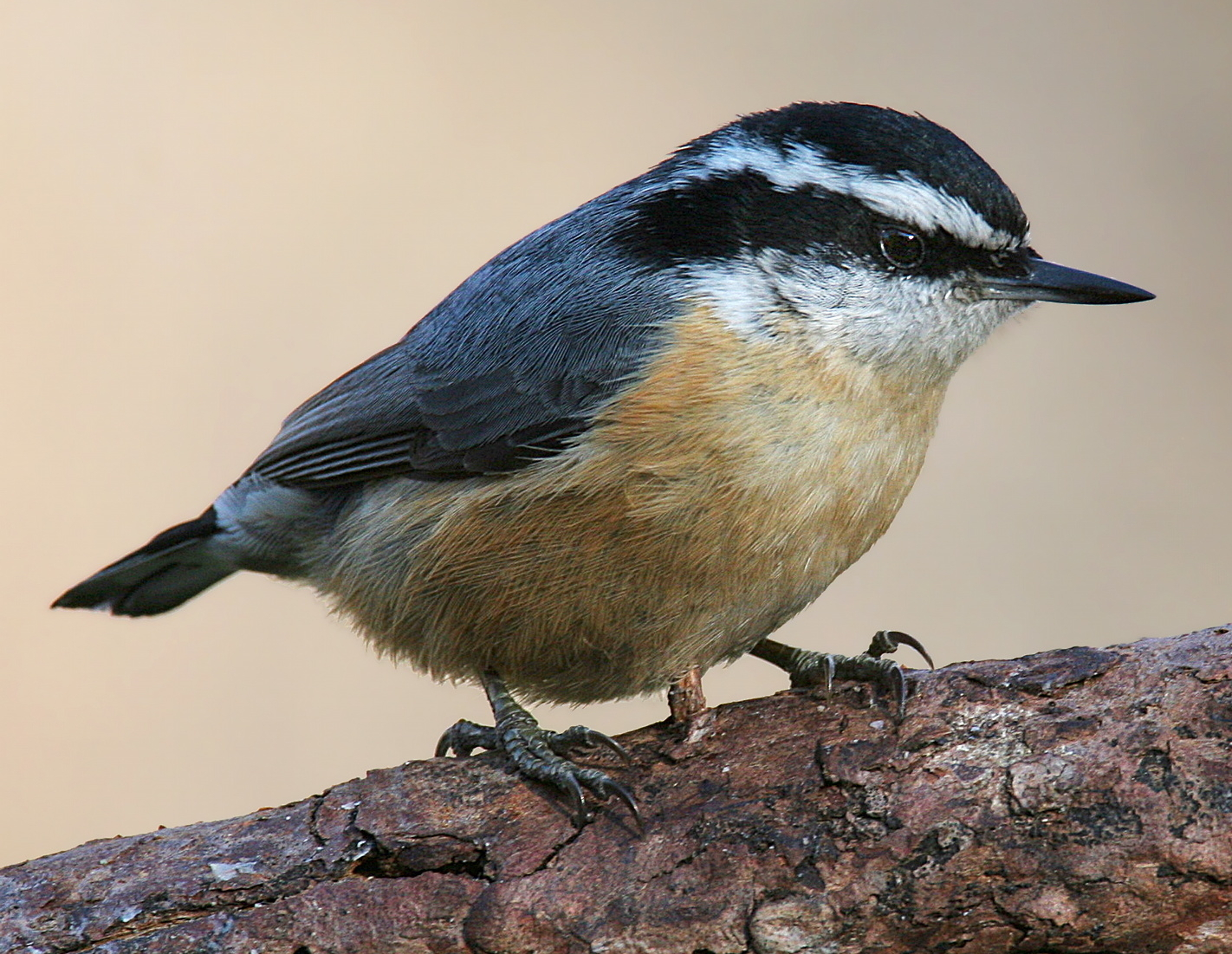

تعد التُّبُّسِيَّات من الطيور المكنزة التي تمتلك أرجلاً قصيرة وأجنحة مضغوطة وذيلاً مربعًا مكونًا من 12 ريشة. كما تمتلك هذه الطيور مناقير مدببة متينة وأصابع قدم قوية ومخالب طويلة. وتتسم ظهور التُّبُّسِيَّات باللون الأزرق في رمادي (بنفسجي في أزرق في بعض الأنواع الأسيوية والتي تمتلك منقارًا أصفر أو أحمر) وتتلون الأجزاء العليا باللون الأبيض كما تتنوع هذه الأجزاء وتصبح برتقالية أو أرجوانية أو ضاربة للحمرة. وتتغير أيضا العلامات الرأسية بتغير الأنواع، كما تمتلك هذه الطيور شريطة عين سوداء مع وجود حاجب أبيض (supercilium) لامع وجبهة قاتمة وتكون مقدمة الرأس على الأغلب ضاربة إلى اللون الأسود. وتبدو الأجناس متشابهة ولكن قد تختلف في ألوان الجزء السفلي من الجسم خاصة عند مؤخرة الخصر وتحت الذيل. وتبدو الطيور حديثة السن والتي بلغت عامها الأول كالبالغين مما يجعل عملية التفريق بينهما أمرًا صعبًا.
وتتنوع أحجام التُّبُّسِيَّات، ابتداءً من كاسر الجوز العملاق والذي يبلغ طوله 195 مليمتر (7.75 بوصات) ويزن 36-47 جرام (1.3-1.6 أونصة)، وحتى كاسر الجوز بني الرأس الصغير وكاسر الجوز القزم والذي يتراوح طولهما 100 مليمتر (4 بوصات) ووزنهما ما يقرب من 10 جرامات (0.36 أونصة).
وتمتاز التُّبُّسِيَّات بعلو صوتها والذي يصدر عن توزيعات الحنجرة والارتعاش والنداءات. وتبدو أغاني التناسل الخاصة بهذه الطيور بسيطة وغالبا ما تقوم بتحديد اتصالاتهم ولكن تكون مدة هذه الأغاني طويلة. ويستطيع كاسر الجوز أحمر الصدر والذي يتواجد مع الشيكادي ذي القبعة السوداء (Black-capped Chickadee) في مرعى واحد أن يفهم نداءات هذه الأنواع. ويمتاز الشيكادي بالتنوعات الندائية الرائعة والتي تنقل المعلومات المتعلقة بحجم ومدى خطورة الحيوان المفترس المحتمل. وتستطيع العديد من الطيور فهم نداءات التحذير البسيطة التي تنتجها الأنواع الأخرى، ولكن يستطيع كاسر الجوز أحمر الصدر أن يفهم الاختلافات التفصيلية وكذلك الرد عليها بمنتهى الدقة.

## الأنواع
يتمركز التنوع الكبير لأنواع كاسرات الجوز (سيتيديا) (Sittidae) في آسيا الجنوبية (من المحتمل أن يكون المأوى الأم لهذه الفصيلة) حيث يتواجد 15 نوعًا من هذه العائلة، ولكن يتمركز باقي الأنواع المتقاربة في نصف الكرة الأرضية الشمالي. يتم توضيح أنواع التُّبُّسِيَّات في الجدول التالي.
| الأنواع في التسلسل التصنيفي                            | الأنواع في التسلسل التصنيفي | الأنواع في التسلسل التصنيفي | الأنواع في التسلسل التصنيفي                                                                    |
| الأسماء الشائعة و الأسماء ثنائية المقطع                | الصورة                      | الوصف | المرعى (الكثافة العددية إن وُجدت)                                                               |
| ------------------------------------------------------ | --------------------------- | --- | ---------------------------------------------------------------------------------------------- |
| كاسر الجوز الأسيوأوروبي (سيتا الأوروبي)                |                             | الطول 14 سم (5.5 بوصات)، شريطة عين سوداء، الجزء الأعلى من الجسم أزرق مع الرمادي، الجزء الأسفل مائل للأحمر و/أو الأبيض تبعًا للنويعات. | أوراسيا المعتدلة (10 مليون)                                                                    |
| كاسر الجوز الكستنائي (سيتا ناجانسيس)                   |                             | الطول 12.5 - 14 سم (5 - 5.5 بوصات)، الجزء الأعلى رمادي فاتح في الغالب والجزء السفلي ضارب إلى الأبيض في الغالب، شريط أسود على العين. | شمال شرق الهند، من شرق إلى شمال غرب تايلاند                                                    |
| كاسر الجوز الكشميري (سيتا كاشميرينسيس)                 |                             | الطول 14 سم (5.5 بوصات)، الجزء الأعلى ضارب إلى الرمادي، الجزء الأسفل ضارب إلى الأحمر وأحمر فاتح عند الحلقوم والذقن. | شرق أفغانستان حتى غرب نيبال                                                                    |
| كاسر الجوز ذي المنقار الكستنائي (سيتا سيناموفينتريس))  |                             | الطول 13 سم (5.25 بوصة)، يختلف اللون باختلاف الأنواع. | سفح جبال الهمالايا بداية من شمال شرق الهند وحتى غرب مقاطعة يونان وتايلاند.                     |
| كاسر الجوز الهندي (سيتا كاستانيا)                      |                             | الطول 13 سم (5.25 بوصة)، يتنوع اللون باختلاف الأنواع. | شمال ومنتصف الهند.                                                                             |
| كاسر الجوز أبيض الذيل (سيتا هيمالاينسيس)               |                             | الطول 12 سم (4.75 بوصات)، المنقار أقصر من منقار سيتا كاشميرينسيس (S. cashmirensis)، الجزء السفلي من الجسم برتقالي مائل للون الأحمر، الجزء الأسفل من الذيل غير الظاهر أصهب ناصع، الجزء الأعلى من الذيل أبيض اللون حيث من الصعب رؤيته في الحقل. | الهيمالايا ابتداءً من شمال شرق الهند وحتى جنوب غرب الصين، ومحليا حتى فيتنام                     |
| كاسر الجوز ذو حاجب العين الأبيض (سيتا فيكتوريا)        |                             | الطول 11.5 سم (4.5 بوصات)، الجزء الأعلى من الجسم ضارب إلى الرمادي، الجزء الأسفل ضارب إلى الأبيض غالبًا. | مستوطن حتى بورما.                                                                              |
| كاسر الجوز القزم (سيتا بيجمايا)                        |                             | الطول 10 سم (4 بوصات)، الجزء الأعلى من الرأس رمادي اللون، الجزء الأعلى من الجسم أزرق في رمادي، الجزء الأسفل من الجسم ضارب إلى الأبيض، وجود بقعة ضاربة إلى الأبيض في مؤخرة العنق.                                                              | غرب أمريكا الشمالية ابتداءً من كولومبيا البريطانية حتى جنوب غرب المكسيك (2.3 مليون)             |
| كاسر الجوز بني الرأس (سيتا بوسيلا)                     |                             | الطول 10.5 سم (4 بوصات)، الجزء الأعلى من الرأس بني اللون مع وجود شريطة عين دقيقة سوداء، ووجنتين لامعتي البياض وكذلك الذقن والبطن، الأجنحة رمادية ضاربة للأزرق، وتوجد بقعة بيضاء خلف العنق.                                                    | جنوب شرق الولايات المتحدة والباهاما (1.5 مليون)                                                |
| كاسر الجوز الكورسيكي (سيتا وايتهيدي)                   |                             | الطول 12 سم (4.75 بوصات)، الجزء الأعلى أزرق في رمادي، والجزء الأسفل أزرق في رمادي لامع. تملك الذكور تاجًا أسود وشريطة عين سوداء محددة بـحاجب (supercilium) أبيض، بينما تملك الإناث تاجًا بنيًا وشريطة عين بنية.                                  | مستوطن حتى كورسيكا (Corsica) (3000-9000 زوج)                                                   |
| كاسر الجوز الجزائري (سيتا ليدانتي)                     |                             | الطول 13.5 سم (5.5 بوصات)، الجزء الأعلى أزرق في رمادي، والجزء الأسفل أزرق في رمادي لامع. تملك الذكور تاجًا أسود وشريطة عين سوداء محددة بـحاجب أبيض، بينما تملك الإناث تاجًا رماديًا وشريطة عين رمادية.                                           | مستوطن حتى شمال شرق الجزائر (أقل من 1000 زوج)                                                  |
| كاسر الجوز كريوبيرز (سيتا كرويبيري)                    |                             | الطول 11.5-12.5 سم (4.5-5 بوصة)، الجزء الأسفل ضارب إلى الأبيض بحلقوم ضارب إلى الأحمر، الجزء الأعلى رمادي غالبًا. | تركيا وجورجيا وروسيا وجزيرة لسبوس اليونانية (80000-170000 زوج)                                 |
| كاسر الجوز الصيني (سيتا فيلوسا)                        |                             | الطول 11.5 سم (4.5 بوصات)، الجزء الأعلى من الجسم ضارب إلى الرمادي، الجزء الأسفل ضارب إلى القرنفولي. | الصين وكوريا الشمالية وكوريا الجنوبية                                                          |
| كاسر الجوز اليوناني (سيتا يونانينسيس)                  |                             | الطول 12 سم (4.75 بوصات)، الجزء الأعلى من الجسم ضارب إلى الرمادي، الجزء الأسفل ضارب إلى الأبيض. | المستوطن حتى جنوب غرب الصين                                                                    |
| كاسر الجوز ذو الصدر الأحمر (سيتا كانادينسيس)           |                             | الطول 11 سم (4 بوصات)، الجزء الأعلى من الجسم أزرق في رمادي، الجزء الأسفل ضارب إلى الأحمر، الوجه أبيض اللون مع وجود شريطة عين سوداء وحلقوم أبيض ومنقار مستقيم رمادي وتاج أسمر.                                                                 | جنوب وشمال أمريكيا الشمالية المعتدلة والمناطق الممطرة في الولايات المتحدة وجنوب كندا (18مليون) |
| كاسر الجوز أبيض الوجنتين (سيتا ليوكوبسيس)              |                             | الطول 13 سم (5 بوصات)، أبيض الوجنتين والذقن والحلقوم والجزء الأسفل من الجسم، الجزء الأعلى من الجسم رمادي غامق غالبًا. | شرق أفغانستان حتى غرب نيبال وغرب الصين (10 مليون)                                              |
| كاسر الجوز ذو الصدر الأبيض (سيتا كارولينينسيس)         |                             | الطول 13-14 سم (5-6 بوصة) أجزاء الوجه المحيطة بالعين بيضاء بالكامل، الوجه والجزء الأعلى من الجسم أبيض اللون، الجزء الأسفل من الجسم أزرق في رمادي فاتح غالبًا.                                                                                  | أمريكا الشمالية ابتداءً من جنوب كندا حتى المكسيك                                                |
| كاسر الجوز الصخر الغربي (سيتا نيوماير)                 |                             | الطول 13.5 سم (5.5 بوصات)، الحلقوم والجزء الأعلى من الجسم أبيض اللون يميل إلى اللمعان عند البطن. الجزء الأعلى من الجسم قليل الرمادية، وتختلف درجة قتام لون شريطة العين تبعا لاختلاف الأنواع الثلاثة.                                          | البلقان شرق اليونان وتركيا وحتى إيران (130000)                                                 |
| كاسر الجوز الصخر الشرقي (سيتا تيفرونوتا)               |                             | الطول 16-18 سم (6.25-7 بوصة)، الجزء الأعلى من الجسم ضارب إلى الرمادي، الجزء الأسفل ضارب إلى الأبيض، الردف قرنفلي. | شمال العراق وغرب إيران وغرب وسط آسيا (43000-100000 في أوروبا)                                  |
| كاسر الجوز ذو الصدر الناعم (سيتا فرونتاليس)            |                             | الطول 12.5 سم (5 بوصات)، الجزء الأعلى بنفسجي في أزرق، الوجنتان أرجوانيتان، الجزء الأعلى من الجسم بيج، الحلقوم ضارب إلى الأبيض، والمنقار أحمر اللون، توجد رقعة في الجبهة.                                                                      | الهند وسريلانكا عبر جنوب شرق آسيا وحتى إندونسيا                                                |
| كاسر الجوز ذو المنقار الأصفر (سيتا سولانجيا)           |                             | الطول 12.5-13.5 سم (5-5.5 بوصات)، الجزء الأسفل من الجسم أبيض، الجزء الأعلى من الجسم ضارب إلى الزرقة، المنقار أصفر. | فيتنام وجزيرة هاينان، الصين                                                                    |
| كاسر الجوز ذو المنقار الأصفر كبريتي (سيتا أوينوشلاميس) |                             | الطول 12.5 سم (5 بوصات)، الجزء الأسفل من الجسم ضارب إلى القرنفلي، المنقار أصفر، الجزء الأعلى من الجسم ضارب إلى الأزرق. | مستوطن حتى الفلبين                                                                             |
| كاسر الجوز الأزرق (سيتا أزورا)                         | انقر هنا للوصول إلى الفيديو | الطول 13.5 سم (5.25 بوصة)، الجزء الأعلى من الجسم ضارب إلى الرمادي، الجزء الأسفل ضارب إلى الأبيض. | ماليزيا وجزيرة سومطرة وجزيرة جاوة                                                              |
| كاسر الجوز العملاق (سيتا ماجنا)                        | .                           | الطول 19.5 سم (7.75 بوصات)، الجزء الأعلى من الجسم ضارب إلى الرمادي، الجزء الأسفل ضارب إلى الأبيض. | الصين وبورما وتايلاند.                                                                         |
| كاسر الجوز الجميل (سيتا فورموسا)                       |                             | الطول 16.5 سم (6.5 بوصة)، الظهر أسود بتقليم أبيض، الجزء الأعلى من الظهر والردف والأكتاف أزرق لامع، الجزء الأسفل من الجسم برتقالي قاتم والوجه مصفر.                                                                                            | شمال شرق الهند وبورما ومحليًا في جنوب الصين وشمال شرق آسيا                                      |

## التوزيع والموطن

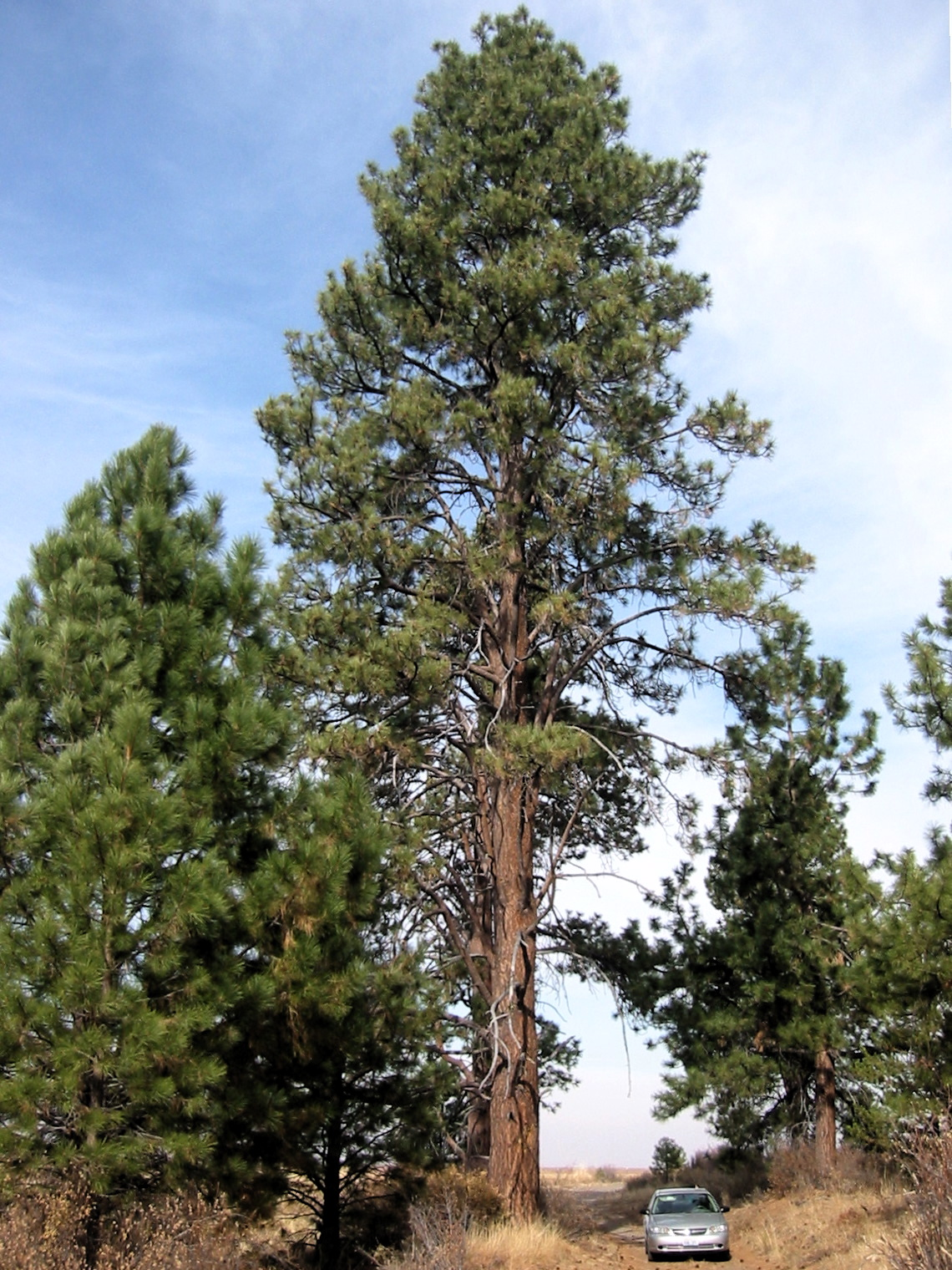
غابات بونديروسا الصنوبر (Ponderosa Pine) المفتوحة الموطن الرئيسي لكاسر الجوز القزم.

تعيش طيور كاسر الجوز في أغلب بقاع أمريكا الشمالية وأوروبا مرورًا بآسيا ووصولاً إلى خط والاس (Wallace Line). وتتتواجد التُّبُّسِيَّات في إفريقيا بشكل قليل، حيث يعيش نوع واحد من هذه الطيور في منطقة صغيرة في شمال شرق الجزائر كما تتواجد كثافة عددية من ضروب التُّبُّسِيَّات الاسيواوربية سيتا يوروبيا هيسبانينسيس (S. e. hispaniensis) في جبال المغرب (Morocco). وتتواجد معظم الأنواع في موطنها طوال أيام العام. ويعد المهاجر الأهم والوحيد هو كاسر الجوز ذا الصدر الأحمر، والذي يعبر أمريكا الشمالية في فصل الشتاء لجوءًا إلى أجزاء المراعي الشمالية الكندية؛ والذي تم تسجيل بأنه طائر جوال في جزر برمودا وأيسلندا وإنجلترا.
وتعتبر معظم التُّبُّسِيَّات من طيور الغابة، وتقطن أغلبية هذه الطيور في الغابات الصنبورية (coniferous) ودائمة الخضرة (evergreen)، على الرغم من أن كل نوع يفضل شجرته الخاصة به. وتتنوع قوة الارتباط بنوع الشجر من طائر إلى طائر، فكاسر الجوز الكورسيكي شديد الارتباط بـ الصنوبر الكورسيكي (Corsican Pine) بينما يفضل كاسر الجوز الأسيواوروبي الغابات المتساقطة (deciduous) أو المختلطة، ولكنها تتناسل في الغابات الصنوبرية في المناطق الشمالية من موطنه الأصلي. ومع ذلك فإن نوعي كاسر الجوز الضخر لا تفضل الغابات: كما أنها تتناسل في المنحدرات والجروف الصخرية، على الرغم من أنها تنتقل إلى الغابات في الأوقات التي لا تتناسل فيها. وفي بعض أجزاء قارة آسيا حيث تتواجد العديد من الأنواع في نفس المنطقة الجغرافية، ولكن يوجد عادةً فاصل ارتفاعي في مواطنها الخاصة المفضلة.
وتفضل التُّبُّسِيَّات المناخ المعتدل، حيث تعيش الأنواع الشمالية منها بالقرب من مستوى سطح البحر، بينما تعيش الأنواع الجنوبية الأخرى في المواطن النجدية الباردة. وتفضل طيور التُّبُّسِيَّات الآسيوأوروبية وذات الصدر الأحمر الأرض المنخفضة في مواطنها الواسعة الشمالية بينما تتناسل على قمم الجبال في الجنوب؛ على سبيل المثال، فإن كاسر الجوز يتناسل بحلول شهر يوليو (تموز) عندما تصل درجة الحرارة إلى 16–27 °م (61–81 °ف)، ويتواجد بالقرب من مستوى سطح البحر في شمال أوروبا، ولكن يتواجد في المغرب في مرتفعات تصل ما بين 1750 و1850 مترًا (5700-6100 قدم). ويعد كاسر الجوز ذو الصدر الناعم هو الطائر الوحيد الذي يفضل الغابات الاستوائية المنخفضة.

## السلوك

### بناء العش والتناسل والبقاء

مقطع عرضي لتجويف عش كاسر الجوز الصخر الجنوبي مع الجدار الطيني ونفق عبر المدخل.

يظهر عش كاسر الجوز عبر التجويفات؛ عدا نوعين فقط من كاسر الجوز الصخري واللذان يستخدمان الحفر المتواجدة في سيقان الأشجار مع صنع تجويف نصف كروي بالمواد الأولية بغرض استقبال البيض. تستخدم بعض الأنواع القصاصات الخشبية مثل رقائق اللحاء وقشور البذور كبطانة للعش، وتستخدم بعض الأنواع الأخرى الطالب والعشب والشعر والريش خاصة ريش طيور الجواثم.
وتقوم طيور فئة كاسر الجوز ذات الصدر الأحمر بثقب حفرها الخاصة داخل الشجر، على الرغم من أن معظم الأنواع الأخرى تستخدم الحفر الطبيعية أو الأعشاش القديمة لـ ناقر الخشب (woodpecker). كما تقوم بعض الأنواع بتصغير حجم مدخل العش وسد الصدوع باستخدام الطين. كما يعمل كاسر الجوز على تأمين عشه عن طريق رش صمغ (resin) صنوبري لزج كريه الرائحة حول مدخل العش، حيث تقوم الذكور بنشر الصمغ من الخارج والإناث من الداخل. يعوق هذا الصمغ من مهاجمة الحيوانات المفترسة والخصوم للعش (وتتجنب الطيور المقيمة رائحة الصمغ عن طريق الدخول مباشرة عبر فتح الحفرة). ويقوم كاسر الجوز ذو الصدر الأبيض بنشر الخنفساء (blister beetle) المحرقة حول مدخل العش ومن ثم فإن الرائحة غير المرغوب فيها والناجمة عن سحق الحشرات تقوم بإعاقة السناجب (squirrel) والتي تعد العدو اللدود الذي ينافس كاسر الجوز على نيل الشقوق الشجرية.
ويبني كاسر الجوز الصخر الغربي عش منمق على شكل القارورة من الطين أو الروث أو الشعر أو الريش، كما يقوم بتزيين مدخل العش والمناطق المحيطة به بالريش وأجنحة الحشرات. وتقع هذه الأعشاش داخل تجويفات صخرية وفي الكهوف وتحت الأجزاء المتدنية المنحدرة أو على المباني. ويقوم كاسر الجوز الصخر الشرقي ببناء عش مماثل ولكن أقل تعقيدًا في البنية أمام مدخل التجويف. ويمكن أن يكون عش هذه الطيور صغير نسبيًا ولكن يمكن أن يزن 32 كجم (70 رطل) (lb). وتقوم هذه الأنواع أيضا ببناء أعشاشها على ضفاف الأنهار أو في فتحات الأشجار، كما تقوم بتوسيع فتحة أو تجويف العش في حالة إذا ما كان صغير جدًا.

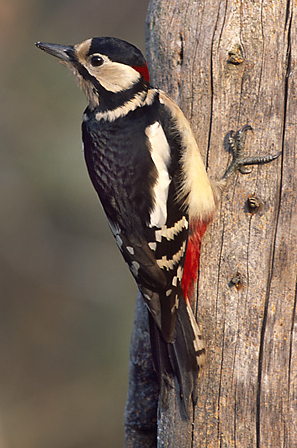
يعد ناقر الخشب المنقط الضخم (Great Spotted Woodpecker) العدو الأخطر لعيش كاسر الجوز.

كما تعد التُّبُّسِيَّات طيور أحادية التزاوج (monogamous) ولا تتخذ غير زوج واحد طوال حياتها. وتقوم الإناث بإنتاج بيض أبيض اللون به علامات حمراء أو صفراء؛ ويختلف حجم كيس البيض تبعًا لاختلاف الأنواع، ولكن يكون أكبر في الأنواع الشمالية. ويتم تحضين البيض لمدة تتراوح ما بين 12 وحتى 18 يومًا من قبل الإناث فقط، أو من قبل الزوجين تبعًا للنوع. ويخرج الفقس من البيض عاريا في حالة ماسة لأبويه (altricial)، ولا تبدأ الصغار في الاعتماد على أنفسها في الغذاء إلا بعد 21-27 يومًا. ويقوم كلا الأبوين بإطعام الصغار، وفي بعض الفصائل الأمريكية (كاسر الجوز بني الرأس وكاسر الجوز القزم)، تقوم الذكور المُساعِدة التي كانت من الفقسة السابقة بمساعدة الأبوين في إطعام الصغار.
ولا توجد معلومات عن هذه الطيور إلا عن بعض الأنواع القليلة، حيث يبلغ متوسط عمر هذه الطيور في البرية ما بين عامين إلى ثلاثة أعوام، على الرغم من أن هناك تقارير تفيد أن العمر يصل إلى 10 أعوام. ويبلغ معدل نجاة الطيور البالغة في التُّبُّسِيَّات الأسيواوربي 53% في العام، بينما يبلغ هذا المعدل في ذكور التُّبُّسِيَّات الكورسيكي 61.6%. تتشارك التُّبُّسِيَّات وطيور الغابة الصغيرة الأخرى نفس العدو: الصقور والبوم والسناجب وناقرات الخشب. وأوضحت دراسة أمريكية بأن ردود أفعال التُّبُّسِيَّات تجاه الحيوانات المفترسة يمكن ربطه بالإستراتيجيات الإنتاجية. وتقيس هذه الدراسة استعداد ذكور نوعين من هذه الأنواع نحو إطعام الإناث الحاضنة أثناء تواجدها بالعش عند تعرض الطيور البالغة للصيد من قبل الصقر الأمريكي الصغير (Sharp-shinned Hawk) أو التعرض إلى السكسكة المنزلية (House Wren) التي تكسر البيض. ولقد وجدنا أن استجابة كاسر الجوز أبيض الصدر والذي يعيش أقل من كاسر الجوز أحمر الصدر أقوى ضد عدو البيض، بينما أبدى كاسر الجوز أحمر الصدر تخوفًا كبيرًا تجاه الصقر. وتدعم الدراسة السابقة النظرية التي تنص على أن الأنواع التي تعيش أطول تستفيد من نجاة الحيوانات البالغة وفرصة التناسل الإضافية، بينما تبدي الطيور الأخرى الأقصر عمرًا اهتمامًا أكبر بشأن نجاة الفراخ.
ويمكن أن يسبب البرد مشكلة كبيرة للطيور الصغيرة التي لا تهاجر. ويساعد التجمع المتقارب في مأوى مشترك الحفاظ على الحرارة، ولقد تمت ملاحظة أن العديد من الأنواع التي تصل إلى 170 نوعًا تستخدم مأوى واحدًا. ويستطيع كاسر الجوز القزم تقليل درجة حرارة جسمه، وذلك للحفاظ على الطاقة عن طريق خفض الحرارة (hypothermia) وتقليل معدل الأيض (metabolic rate).

### التغذية

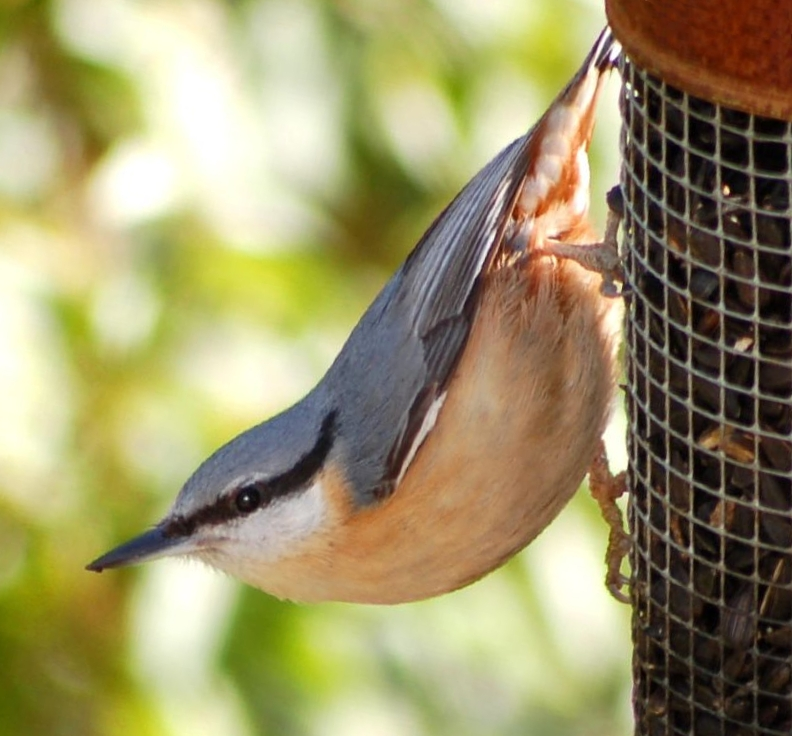
كاسر الجوز الآسيوأوربي في الحديقة مغذ الطير

تقوم التُّبُّسِيَّات بالبحث عن الغذاء خلال سيقان الأشجار والفروع، كما تعد هذه الطيور من طائفة تغذية (feeding guild) ناقرات الخشب. وعلى النقيض مما تفعله ناقرات الخشب ومتسلقات الشجر (treecreepers)، فلا تستخدم التُّبُّسِيَّات ذيلها كداعم إضافي، ولكنها تعتمد على أرجلها وأقدامها القوية بدلاً من ذيلها في عمليات القفز. وتستطيع هذه الطيور من تقليل مقدمة الرأس ثم ترتكز على فروع وغصون الشجر. ويستطيع كاسر الجوز كريوبر التدلي وهو مقلوب لشرب الماء من حوايا الأوراق بدون أن يلمس الأرض. وتقتات التُّبُّسِيَّات الصخرية بنفس هذا الأسلوب في الأنواع التي تقطن الغابات، ولكنها أيضا تبحث عن الطعام المتواجد على أسطح الصخور وفي المباني في بعض الأوقات. وعندما تتناسل هذه الطيور يظل زوج واحد فقط داخل المرعى، وتنضم باقي الطيور إلى طيور القرقف (tits) العابرة أو إلى السرب الصائد مختلف الأنواع (mixed-species feeding flock).
تعد الحشرات والحيوانات اللافقارية (invertebrate) جزءًا من الغذاء الرئيسي لكاسر الجوز، وخصوصًا في موسم التناسل حيث تعتمد في أغلب الأوقات على الفريسة الحية، ولكنها أيضا تقتات البذور خلال موسم الشتاء حيث تختفي الحيوانات اللافقارية بسهولة. كما تقوم هذه الطيور في بعض الأحيان بتسفين أصناف الطعام الكبيرة مثل الحشرات الكبيرة أو القواقع أو ثمرات البلوط أو البذور ثم تُسحق بمنقار الطائر القوي. وعلى غير المعتاد عند الطيور، فإن التُّبُّسِيَّات بنية الرأس تستخدم قطعة من لحاء الشجر كعتلة لرفع طبقات اللحاء الأخرى في محاولة للبحث عن طعام، ويمكنها أن تحمل الأداة اللحائية من شجرة إلى شجرة وأن تبحث بها عن مخبأ البذور.
وتقوم التُّبُّسِيَّات بتخزين الطعام خاصةً البذور داخل التجويفات الشجرية أو تحت الأرض أو تحت صخرة أو تحت طبقات اللحاء، وتستطيع أن تتذكر هذا المخبأ لمدة تصل إلى 30 يومًا. وبشكل مشابه، تقوم خازنات الشبك بتسفين القواقع داخل تجويفات مناسبة حتى تستهلكها في وقت الحاجة. ولا تلجأ التُّبُّسِيَّات الأوروبية إلى استهلاك مخزونها في الظروف المعتدلة للحفاظ عليها واستخدامها في وقت الشدة.

## الحالة

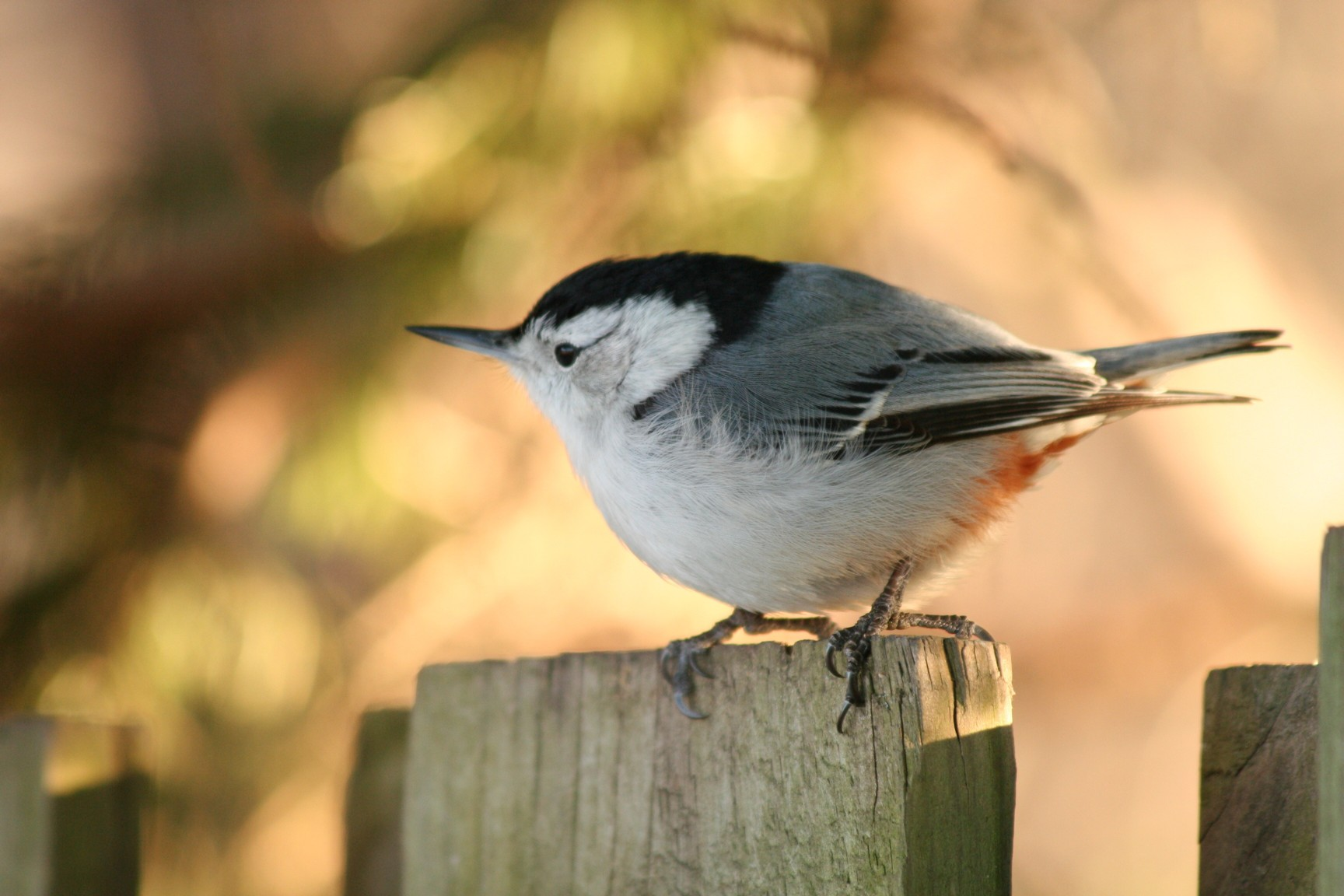
كاسر الجوز المنتشر في أمريكا الشمالية

تمتلك بعض الأنواع من التُّبُّسِيَّات مثل كاسر الجوز الآسيوأوربي والشمال أمريكي مراعي واسعة وكثافة عددية كبيرة وقليلاً من مشاكل الأمن، على الرغم من أنها قد تتأثر محليًا بتجزئة الغابات. وعلى النقيض، تواجه بعض الأنواع المقيدة ضغوطًا متعددة.
ويعد كاسر الجوز الأبيض البني أكثر الطيور المعرضة للخطر، ويقطن هذا الطائر في منطقة جبل فكتوريا التي تقع في بورما، وقد تمت إزالة هذه الغابة والتي بطول ما يقرب من 2000 متر (6.560 أقدام) فوق مستوى سطح البحر وبشكل مكثف فقد تم تقليل مساحة الموطن التي تتراوح ما بين 2000 -2500 متر (6560-8200 قدم). ويقطن ما يقرب من 12000 ألف شخص في المتنزه الوطني بناما تونغ (Natma Taung) والتي تتضمن جبل فيكتوريا، حيث تضيف النيران المشتعلة وأمتعة هؤلاء الأشخاص من الضغوط المحدقة بكاسر الجوز. وتقدر الكثافة العددية لكاسر الجوز الأبيض البني بما يعادل آلافًا قليلة وتتناقص هذه الأعداد يوما بعد يوم حيث لا توجد معايير حماية تحد من هذا التناقص. ويتواجد كاسر الجوز الجزائري في أربع مناطق فقط في الجزائر، ولا تتعدى الكثافة العددية لهذه الطيور 1000 طير. وقد أدت النار وعمليات التجريف وراعية الماشية والاضطرابات الناجمة عن الماشية إلى تقليل جودة موطن هذه الطيور وبغض النظر عن موقعها في متنزه تازا القومي.
وقد أدت أيضًا عملية إزالة الغابات إلى انحدار في الكثافة العددية لالتُّبُّسِيَّات اليونانية وصفراء المنقار غير المحصنة. ويستطيع كاسر الجوز اليوناني مواكبة خسارة بعض الأشجار، حيث يفضل غابات الصنوبر المفتوحة، ولكن على الرغم من أن هذه الغابات مازالت شائعة محليًا؛ إلا أن هذه الطيور قد اختفت من مناطق عدة كانت تتواجد فيها في أوائل القرن العشرين. ويتمركز تهديد كاسر الجوز أصفر المنقار في مقاطعة هينيان حيث تم فقد أكثر من 70% من الغابات في غضون الخمسين عامًا المنصرمة، ويُعول ذلك على الزراعة المتنقلة واستخدام خشب هذه الغابات كوقود في برامج إعادة استقرار الحكومة الصينية.
وينحصر التهديد المحدق بكاسر الجوز الكريوبرز في عملية التمدين والتحضر التي تحل على الغابات الصنوبرية الناضجة التي تقع خاصة في المناطق الساحلية للبحر الأبيض المتوسط حيث يتواجد العدد الوفير من هذه الأنواع. وقد تم تنفيذ قانون يعزز السياحة في تركيا عام 2003، مما أدى إلى زيادة المخاطر المحدقة بمواطن هذه الطيور. وقد عمل هذا القانون على تقليل البيروقراطية وتسهيل عملية بناء المتعهدين للمرافق والمنازل الصيفية في المناطق الساحلية مما جعل عملية إزالة الغابات مشكلة مستفحلة تصيب كاسر الجوز.

## وصلات خارجية
- قالب:روابط شقيقة مضمن
- Internet Bird Collection
- Oriental Bird Images نسخة محفوظة 29 سبتمبر 2011 على موقع واي باك مشين.